# Optical add-drop multiplexer
En optical add-drop multiplexer (OADM) er en anordning anvendt i wavelength-division multiplexing systemer til multipleksing og rutning af forskellige datakanaler af nærinfrarøde elektromagnetiske bølger ind-i eller ud-af et single mode fiber (SMF).
En optical add-drop multiplexer er en type af optisk node, som generelt anvendes til konstruktion af optisk telekommunikationsnet. Add og drop refererer her til anordningens mulighed til at tilføje en eller flere nye bølgelængder til et eksisterende WDM signal, og/eller at drop (fjerne/flytte) en eller flere kanaler; flytte disse kanaler til en anden netsti. En OADM kan opfattes som et slags optisk krydsfelt.